# Cameroun aux Jeux olympiques d'été de 1984
Le Cameroun participe aux Jeux olympiques d'été de 1984 à Los Angeles aux États-Unis du 28 juillet au 12 août 1984. Il s'agit de sa 6e participation à des Jeux d'été.
En terminant 3e de la catégorie poids légers, le boxeur Martin Ndongo-Ebanga remporte la 2e médaille olympique de l'histoire du Cameroun.

## Athlétisme
Hommes
Courses
| Athlète                                                                 | Épreuve     | Séries        | Séries | Quarts de finale | Quarts de finale | Demi-finales | Demi-finales | Finale   | Finale |
| Athlète                                                                 | Épreuve     | Résultat      | Rang   | Résultat         | Rang             | Résultat     | Rang         | Résultat | Rang   |
| ----------------------------------------------------------------------- | ----------- | ------------- | ------ | ---------------- | ---------------- | ------------ | ------------ | -------- | ------ |
| Barnabe Messomo                                                         | 100 m       | 10 s 98       | 6e     | NC               | NC               | NC           | NC           | NC       | NC     |
| Emmanuel Bitanga                                                        | 100 m       | DNS           | -      | NC               | NC               | NC           | NC           | NC       | NC     |
| Emmanuel Bitanga                                                        | 200 m       | DNF           | -      | NC               | NC               | NC           | NC           | NC       | NC     |
| Mama Moluh                                                              | 400 m       | 48 s 90       | 7e     | NC               | NC               | NC           | NC           | NC       | NC     |
| Jean-Pierre Abossolo Ze                                                 | 400 m haies | 52 s 85       | 7e     | NC               | NC               | NC           | NC           | NC       | NC     |
| Ernest Tché Noubossi Jean-Pierre Abossolo Ze Barnabe Messomo Mama Moluh | 4 x 400 m   | 3 min 16 s 00 | 8e     | NC               | NC               | NC           | NC           | NC       | NC     |

Concours
| Athlète              | Épreuve          | Qualification | Qualification | Finale   | Finale |
| Athlète              | Épreuve          | Distance      | Rang          | Distance | Rang   |
| -------------------- | ---------------- | ------------- | ------------- | -------- | ------ |
| Ernest Tché Noubossi | Saut en longueur | 6,76 m        | 29e (éliminé) | NC       | NC     |
| Ernest Tché Noubossi | Triple saut      | 14,39 m       |               | NC       | NC     |

Femmes
Courses
| Athlète           | Épreuve     | Séries   | Séries | Quarts de finale | Quarts de finale | Demi-finales | Demi-finales | Finale   | Finale |
| Athlète           | Épreuve     | Résultat | Rang   | Résultat         | Rang             | Résultat     | Rang         | Résultat | Rang   |
| ----------------- | ----------- | -------- | ------ | ---------------- | ---------------- | ------------ | ------------ | -------- | ------ |
| Cécile Ngambi     | 100 m       | 11 s 67  | 5e     | 11 s 82          | 4e               | 11 s 91      | 8e           | NC       | NC     |
| Cécile Ngambi     | 100 m haies | 13 s 64  | 4e     | 13 s 70          | 7e               | NC           | NC           | NC       | NC     |
| Ruth Enang Mesode | 100 m       | 11 s 81  | 5e     | 12 s 02          | -                | NC           | NC           | NC       | NC     |
| Ruth Enang Mesode | 200 m       | 24 s 39  | 4e     | 24 s 25          | 6e               | NC           | NC           | NC       | NC     |

Concours
| Athlète         | Épreuve           | Qualification | Qualification | Finale   | Finale |
| Athlète         | Épreuve           | Distance      | Rang          | Distance | Rang   |
| --------------- | ----------------- | ------------- | ------------- | -------- | ------ |
| Agathe Ngo Nack | Lancer de disque  | 38,32 m       | 16e           | –        | –      |
| Agnès Tchuinté  | Lancer de javelot | 55,94 m       | 17e           | –        | –      |

## Boxe
Le Cameroun présente 6 boxeurs à ces Jeux. Après Joseph Bessala en 1968, Martin Ndongo-Ebanga devient le 2e boxeur camerounais à décrocher une médaille olympique en terminant 3e de la catégorie des poids légers.
| Athlète              | Compétition           | 1/16 de finale      | 1/8 de finale       | Quarts de finale    | Demi-finales        | Finale              |
| Athlète              | Compétition           | Adversaire Résultat | Adversaire Résultat | Adversaire Résultat | Adversaire Résultat | Adversaire Résultat |
| -------------------- | --------------------- | ------------------- | ------------------- | ------------------- | ------------------- | ------------------- |
| Martin Ndongo-Ebanga | Léger (-60 kg)        | Shadrach Odhiambo   | Gordon Carew KO-2   | Fahri Sumer 4-1     | Luis Ortiz 2-3      | -                   |
| Jean Mbereke         | Mi welter (-63,5 kg)  | Ramy Zialor 5-0     | Ahmed Hadjala 4-1   | Mirko Puzovic 0-5   | –                   | –                   |
| Georges Ngangue      | Welter (-67 kg)       | Joni Nyman 0-5      | –                   | –                   | –                   | –                   |
| Pierre Mella         | Sur-welter (-71 kg)   | Ralph Lambrosse 1-4 | –                   | –                   | –                   | –                   |
| Paul Kamela          | Poids moyens (-75 kg) | Noe Cruciani 0-5    | –                   | –                   | –                   | –                   |
| Jean-Paul Nanga      | Mi-lourds (-81 kg)    | Philip Pinder 5-0   | Christer Corpi 4-1  | Kevin Barry 1-4     | –                   | –                   |

## Cyclisme
Quatre cyclistes camerounais (Alain Ayissi, Joseph Kono, Dieudonné Ntep et Thomas Siani) sont au départ de la course en ligne mais ils abandonnent tous avant l'arrivée.
Ils participent également à l'épreuve 100 km par équipes, où ils terminent 23e sur 27 équipes en 2 h 25 min 26 s.

## Football
Avec une victoire face à l'Irak et deux défaites face à la Yougoslavie et le Canada, le Cameroun finit 3e de son groupe et n'accède pas aux quarts de finale.
Sélection
| #          | Nom                 | Club                | Âge        | Joués      | But inscrit | Averti     | Carton jaune · Carton jaune · Carton rouge | Carton rouge |
| Entraîneur | Entraîneur          | Entraîneur          | Entraîneur | Entraîneur | Entraîneur  | Entraîneur | Entraîneur                                 | Entraîneur   |
| ---------- | ------------------- | ------------------- | ---------- | ---------- | ----------- | ---------- | ------------------------------------------ | ------------ |
|            | Radivoje Ognjanović |                     |            |            |             |            |                                            |              |
| Gardiens   |                     |                     |            |            |             |            |                                            |              |
| 1          | Joseph-Antoine Bell | Arab Contractors SC | 29         | 3          | 0           |            |                                            |              |
| 17         | Jacques Songo'o     |                     | 20         | 0          | 0           |            |                                            |              |
| Défenseurs |                     |                     |            |            |             |            |                                            |              |
| 2          | Luc Mbassi          |                     |            | 2          | 0           |            |                                            |              |
| 3          | Isaac Sinkot        |                     |            | 1          | 0           |            |                                            |              |
| 4          | Michel Bilamo       |                     |            | 2          | 0           |            |                                            |              |
| 6          | Emmanuel Kundé      | Canon Yaoundé       | 28         | 2          | 0           |            |                                            |              |
| 15         | François Ndoumbé    |                     | 30         | 3          | 0           |            |                                            |              |
| 16         | Ibrahim Aoudou      |                     | 28         | 3          | 0           | 0          | 0                                          | 0            |
| Milieux    |                     |                     |            |            |             |            |                                            |              |
| 5          | Elie Onana          |                     | 32         | 0          | 0           |            |                                            |              |
| 7          | Louis M'Fédé        | Stade rennais       | 23         | 3          | 1           |            |                                            |              |
| 11         | Charles Toubé       |                     | 26         | 3          | 0           |            |                                            |              |
| 12         | Ernest Ebongué      | Tonnerre Yaoundé    | 22         | 2          | 0           |            |                                            |              |
| 14         | Théophile Abega     |                     | 30         | 3          | 0           |            |                                            |              |
| Attaquants |                     |                     |            |            |             |            |                                            |              |
| 8          | Eugène Ekéké        | RC Paris            | 24         | 2          | 0           |            |                                            |              |
| 9          | Roger Milla         |                     | 32         | 3          | 1           |            |                                            |              |
| 10         | Dagobert Dang       |                     |            | 2          | 0           |            |                                            |              |
| 13         | Paul Bahoken        | Olympique d'Alès    | 29         | 2          | 1           |            |                                            |              |

Classement
| Place | Équipe      | Points | Joués | V | N | D | Buts + | Buts - | Diff. |
| 1er   | Yougoslavie | 6      | 3     | 3 | 0 | 0 | 7      | 3      | +4    |
| 2e    | Canada      | 3      | 3     | 1 | 1 | 1 | 4      | 3      | +1    |
| 3e    | Cameroun    | 2      | 3     | 1 | 0 | 2 | 3      | 5      | -2    |
| 4e    | Irak        | 1      | 3     | 0 | 1 | 2 | 3      | 6      | -3    |

Matchs
| 30 juillet 1984 19:00 | Yougoslavie              | 2–1 | Cameroun  | Navy-Marine Corps Memorial Stadium, Annapolis       |                                                     |
|                       | Nikolić 39eCvetković 70e |     | Milla 32e | Spectateurs : 15 010 Arbitrage : Keizer ( Pays-Bas) | Spectateurs : 15 010 Arbitrage : Keizer ( Pays-Bas) |
|                       | Rapport                  |     |           | Spectateurs : 15 010 Arbitrage : Keizer ( Pays-Bas) | Spectateurs : 15 010 Arbitrage : Keizer ( Pays-Bas) |

| 1er août 1984 19:00 | Cameroun   | 1–0 | Irak | Harvard Stadium, Boston                              |                                                      |
|                     | Bahoken 7e |     |      | Spectateurs : 20 000 Arbitrage : Socha ( États-Unis) | Spectateurs : 20 000 Arbitrage : Socha ( États-Unis) |
|                     | Rapport    |     |      | Spectateurs : 20 000 Arbitrage : Socha ( États-Unis) | Spectateurs : 20 000 Arbitrage : Socha ( États-Unis) |

| 3 août 1984 19:00 | Cameroun  | 1–3 | Canada                       | Harvard Stadium, Boston                               |                                                       |
|                   | Mfédé 76e |     | Mitchell 43e, 82eVrablic 72e | Spectateurs : 27 621 Arbitrage : Barbaresco ( Italie) | Spectateurs : 27 621 Arbitrage : Barbaresco ( Italie) |
|                   | Rapport   |     |                              | Spectateurs : 27 621 Arbitrage : Barbaresco ( Italie) | Spectateurs : 27 621 Arbitrage : Barbaresco ( Italie) |

## Judo
| Athlète             | Compétition          | 1/16 de finale                 | 1/8 de finale             | Quarts de finale    | Demi-finales        | Finale              |   |
| Athlète             | Compétition          | Adversaire Résultat            | Adversaire Résultat       | Adversaire Résultat | Adversaire Résultat | Adversaire Résultat |   |
| ------------------- | -------------------- | ------------------------------ | ------------------------- | ------------------- | ------------------- | ------------------- | - |
| Christian Nkamgang  | Super-léger (-60 kg) | Mohamed Madhar YUK             | –                         | –                   | –                   | –                   |   |
| Jesskiel Bikidick   | Mi-léger (-65 kg)    | Brad Farrow Ippon 0:18         | –                         | –                   | –                   | –                   |   |
| Jules-Albert Ndemba | Mi-moyen (-78 kg)    | Mohamed Maach Ippon 0:49       | Jorge Bonnet Ippon 2:25   | –                   | –                   | –                   |   |
| Clément Nzali       | Moyen (-86 kg)       | Fabien Canu YUK                | –                         | –                   | –                   | –                   |   |
| Essambo Ewane       | Mi-lourd (-95 kg)    | NC                             | Nicholas Kokotaylo WAZ    | –                   | –                   | –                   |   |
| Isidore Silas       | Lourd (+95 kg)       | Fernando Ferreyros Ippon, 0:40 | Hitoshi Saito Ippon, 0:29 | –                   | –                   | –                   | – |

## Lutte
En lutte libre, Simon Nkondog (-57 kg), Pascal Segning (-62 kg), Victor Kede Manga (-68 kg), Houkreo Bamba (-74 kg) et Barthelemy Nto (-82 kg) représentent le Cameroun.